# Henning Rohde
Henning Rohde (født 30. juni 1910 i Sønderho, Fanø, død 14. november 1997) var en dansk teaterdirektør og departementschef. Han var teatersekretær ved Det kongelige Teater 1945-1949, fra 1955 til 1961 vicedirektør og 1975-1980 direktør.
Henning Rohde var søn af maleren Johan Rohde og hustru Asa f. Zøylner og bror til kunst- og kulturhistorikeren H.P. Rohde og erhvervs- og modstandskvinden Gabriele Rohde. Han blev student fra Øregaard Gymnasium 1928 og cand.jur. 1935.
Dernæst fulgte hans embedskarriere slag i slag: Sekretær i Undervisningsministeriet 1935, fuldmægtig 1944, ekspeditionssekretær 1951, kst. kontorchef 1953, medhjælper på Højesterets justitskontor 1938-45, til rådighed for Ministeriet for særlige Anliggender og for Erstatningsrådet 1945, teatersekretær ved Det Kgl. Teater 1945-49, chef for Statsradiofoniens dramatisk-litterære afdeling 1950-52.
I 1950'erne var han et par år medarbejder ved dagbladet Politiken og fra 1961-1974 departementschef i Ministeriet for Kulturelle Anliggender. Han blev Kommandør af 1. grad af Dannebrog i 1977.
Han var gift to gange og er far til skuespillerinden Christiane Rohde. I andet ægteskab var han gift (14. oktober 1943) med Benedicte Bülow, f. 1. juni 1916 i København, datter af direktør Edvard Bülow og hustru Ruth f. Blicher Hansen.